# IK Sture
Der IK Sture ist ein schwedischer Sportklub aus Stockholm, der vor allem für seine Eishockeyabteilung bekannt ist.

## Geschichte
Die Eishockeyabteilung des IK Sture nahm von 1938 bis 1941 an der Svenska serien i ishockey, der damals höchsten schwedischen Spielklasse, teil. Zudem nahm die Mannschaft in den 1930er und 1940er Jahren mehrfach an der damals noch im Pokalmodus ausgetragenen schwedischen Meisterschaft teil.
Die Fußballabteilung trat mehrfach in der zweiten schwedischen Spielklasse an. 
Weitere Abteilungen des Vereins sind Handball, Leichtathletik und Unihockey. 